# Kanton Nice-1
Kanton Nice-1 (fr. Canton de Nice-1) je francouzský kanton v departementu Alpes-Maritimes v regionu Provence-Alpes-Côte d'Azur. Tvoří ho čtvrti Port a Vieux-Nice města Nice.